# آردن آرکید (کالیفرنیا)
آردن آرکید (به انگلیسی: Arden-Arcade) یک منطقهٔ مسکونی در ایالات متحده آمریکا است که در شهرستان ساکرامنتو، کالیفرنیا واقع شده‌است. آردن آرکید ۴۶٫۴۲ کیلومتر مربع مساحت و ۹۲٬۱۸۶ نفر جمعیت دارد و ۱۷٫۰۷ متر بالاتر از سطح دریا واقع شده‌است.